# Katie O'Donnell
Kathleen O'Donnell (Norristown, 6 de diciembre de 1988), conocida como Katie O'Donnell, es una exjugadora estadounidense de hockey sobre césped.

## Trayectoria
O'Donnell debutó con la selección de Estados Unidos en 2005. Tuvo su primera participación olímpica en los Juegos Olímpicos de Londres 2012. Jugó la World League de 2013 y 2015. En 2014 disputó el Mundial de La Haya, donde fue la revelación del torneo al terminar primera en su grupo y avanzar a semifinales. En semifinales perdió por penales contra Australia y ante Argentina en el partido por el tercer lugar. En el Champions Trophy 2016 obtuvo el tercer puesto al derrotar a Australia. En los Juegos Olímpicos de Río 2016 terminó segunda en su grupo y avanzó a cuartos de final, donde cayó ante Alemania.